# Skender Kulenović

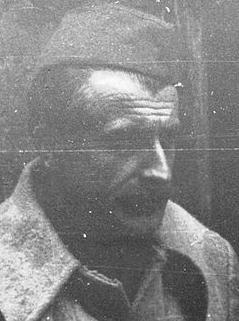
Skender Kulenović (1943)

Skender Kulenović (kyrillisch Скендер Куленовић; * 2. September 1910 in Bosanski Petrovac, Österreich-Ungarn, heute Bosnien und Herzegowina; † 25. Januar 1978 in Belgrad, heute Serbien) war ein jugoslawischer Dichter.
Skender besuchte in seiner Geburtsstadt die Grundschule. Schon in der dritten Klasse schrieb er eine Sammlung von Sonetten, genannt Ocvale primule („Abgewelkte Primeln“). Da seine Familie wahrscheinlich wegen der „Agrar-Reform“ plötzlich in die Armut abrutschte, siedelte er nach Travnik, den Geburtsort seiner Mutter, über. Dort schloss er das Jesuiten-Gymnasium ab und studierte anschließend Rechtswissenschaften an der Universität Zagreb. Während seines Studiums kam er mit Kreisen der sozialen Literatur in Kontakt.
Während des Zweiten Weltkrieges nahm er am Kampf gegen deutschen Truppen und die Ustascha teil. Zu dieser Zeit begann er, als Mitglied der Kommunistischen Partei Jugoslawiens politisch aktiv zu sein.
Sein bekanntestes Gedicht Stojanka majka Knežopoljka (Klagelied der Mutter Stojanka) erzählt von einem Massaker im Kozara-Gebirge, welches dort von Angehörigen der Wehrmacht und der Ustascha an Partisanen und Zivilisten verübt wurde.